# 木下信

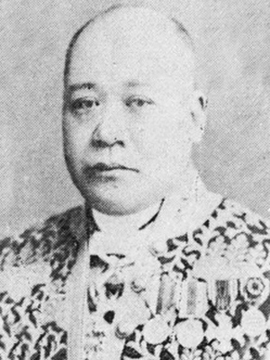
木下信

木下 信（きのした まこと、1884年（明治17年）2月8日 - 1959年（昭和34年）6月27日）は、日本の内務官僚、政治家。憲政会系県知事、台湾総督府総務長官、衆議院議員。

## 経歴
長野県上伊那郡中箕輪村（現箕輪町）に木下彦四郎の四男として生まれる。第一高等学校を経て、1909年7月、東京帝国大学法科大学政治学科を卒業。1911年11月、文官高等試験行政科試験に合格し内務省に入省、長野県属となる。
以後、熊本県鹿本郡長、同上益城郡長、長野県小県郡長、同県理事官、秋田県警察部長、北海道庁拓殖部長、警視庁刑事部長、同警務部長などを歴任。
1924年6月、鳥取県知事に就任。同年10月、台湾総督府に転じ、内務局長兼土木局長となる。さらに、交通局総長を務め、1928年7月、台中不敬事件により免官となる。1929年11月、愛媛県知事に就任。長崎県知事を経て、1931年4月、再び台湾総督府に転じ総務長官に就任した。1932年2月、犬養内閣により休職とされ離台した。
1936年2月の第19回衆議院議員総選挙で長野県第三区に立憲民政党から立候補し当選。1937年4月の第20回総選挙で落選したが、1942年4月の第21回総選挙で返り咲き、衆議院議員を通算二期務めた。この間、仏印全権特派大使顧問となり、南洋・フィリピン・台湾方面の視察に派遣されている。戦後、日本進歩党に所属したが、公職追放となった。

## 栄典
- 1927年（昭和2年）9月1日 - 従四位[10]